# Interkosmos
Interkosmos je název pro kosmický program socialistických států probíhající v letech 1967–1990. Jejím cílem byl výzkum a mírové využití kosmického prostoru. Zároveň to byla protiváha západoevropských programů tohoto zaměření.
Interkosmosu se účastnily státy jako Indie a Sýrie, a dokonce i státy jako Velká Británie, Francie a Rakousko, přestože se jednalo o kapitalistické státy.

## Vznik a zánik organizace

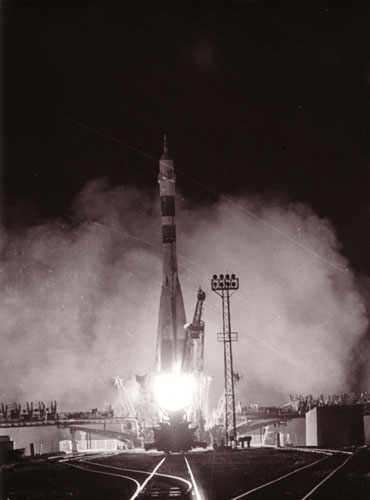
Start rakety Sojuz 40, roku 1981. Posádku tvořil rumunský kosmonaut Dumitru Prunariu a Leonid Popov ze Sovětského svazu.

Nejprve v říjnu a poté 15. až 20. listopadu 1965 se v Moskvě sešli zástupci všech pozvaných zemí k podpisu dokumentu o spolupráci. Sověti nabídli zdarma svou raketovou a kosmickou techniku. Českou delegaci vedl akademik Jaroslav Kožešník, od roku 1966 místopředseda ČSAV. O dva roky později byl přijat „Program společných prací v oblasti výzkumu a využití kosmického prostoru s mírovými cíli“ (Программа по совместным работам в области исследования и использования космического пространства в мирных целях) dohodnutý 13. dubna 1967 v Moskvě. Název Interkosmos byl schválený až v roce 1970 na poradě národních koordinačních orgánů. Tehdy byla dohodnuta i pravidla spolupráce. Zúčastněné země byly Bulharsko, ČSSR, Kuba, Maďarsko, Mongolsko, NDR, Polsko, Rumunsko, SSSR a od roku 1979 i Vietnamská socialistická republika.
Název Interkosmos byl používán i pro označení vědeckých družic vypouštěných v rámci programu.
Organizace Interkosmos se rozpadla koncem roku 1990 v důsledku politických změn (rozpad východního bloku) v Evropě.

## Činnost

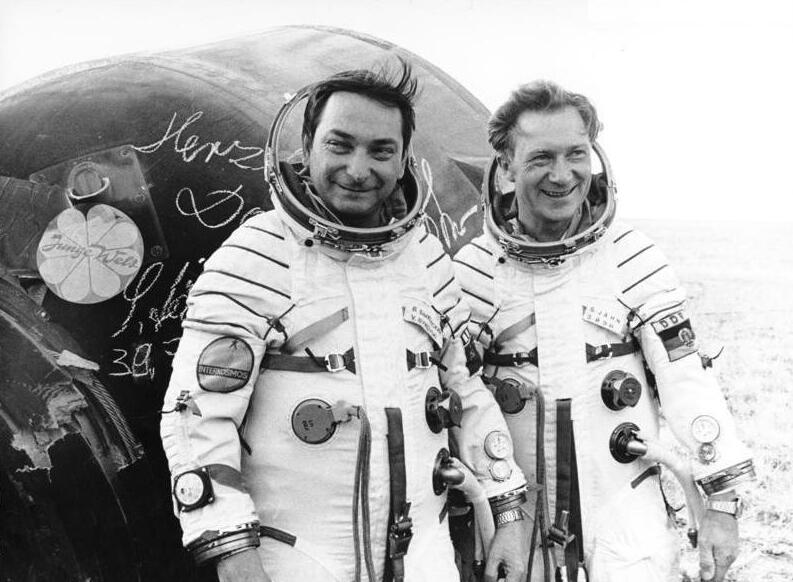
Sojuz 31: východoněmmecký kosmonaut Sigmund Jähn a jeho sovětský kolega Valerij Bykovskij pózují u návratového modulu po úspěšném završení mise (1978).

Úloha organizace patřila hlavně do oblasti kosmické fyziky. Další pracovní skupiny byly sestaveny pro kosmickou meteorologii, kosmické spoje, kosmické lékařství a biologii. Pátá skupina byla vytvořena v roce 1975 pro snímkování povrchu Země.
Kromě šestadvaceti družic řady Interkosmos byly vypouštěny i výzkumné výškové rakety Vertikal, které byly určeny pro atmosférický výzkum a dosahovaly výšky asi 500 km.

### Podíl Československa
V rámci programu byly vypouštěny československé družice Magion (subdružice družic Interkosmos). Československé přístroje byly použity též na některých sovětských družicích Kosmos a sondách Prognoz a Vega. Do roku 1978 bylo 45 % experimentů na družicích Interkosmos československých, logickým důsledkem byl výběr Čechoslováka jako prvního z „interkosmonautů“.
Československo pro program vytvořilo pět pracovních skupin, rozhodující úlohu měl Astronomický ústav ČSAV, zejména RNDr. Boris Valníček, DrSc. Zapojil se i Geofyzikální ústav ČSAV z Prahy 4. Podíleli jsme se na programu např. přípravou experimentů Morava, Chlorella a Kyslík pro práci československého kosmonauta v Saljutu 6. Dr. Valníček dokázal do výroby potřebných přístrojů zapojit výzkumné ústavy sdělovací techniky a vakuové elektrotechniky.

## Pilotované lety
Součástí programu Interkosmos byly i lety s mezinárodní posádkou. Začaly v roce 1978 společným letem sovětského a československého kosmonauta na palubě kosmické lodi Sojuz 28. Potom se na těchto letech postupně vystřídali kosmonauti všech tehdejších socialistických zemí sdružených v programu.
| Země           | Data letu                        | Letící kosmonaut              | Záložník                      | Mise                         |
| -------------- | -------------------------------- | ----------------------------- | ----------------------------- | ---------------------------- |
| Československo | 2. března – 10. března 1978      | Vladimír Remek                | Oldřich Pelčák                | Sojuz 28 na Saljut 6         |
| Polsko         | 27. června – 5. července 1978    | Mirosław Hermaszewski         | Zenon Jankowski               | Sojuz 30 na Saljut 6         |
| NDR            | 26. srpna – 3. září 1978         | Sigmund Jähn                  | Eberhard Köllner              | Sojuz 31 na Saljut 6         |
| Bulharsko      | 10. dubna – 12. dubna 1979       | Georgi Ivanov                 | Alexandr Panajotov Alexandrov | Sojuz 33 na Saljut 6         |
| Maďarsko       | 26. května – 3. června 1980      | Bertalan Farkas               | Bela Magyari                  | Sojuz 36 na Saljut 6         |
| Vietnam        | 23. července – 31. července 1980 | Pham Tuan                     | Thanh Liem Bui                | Sojuz 37 na Saljut 6         |
| Kuba           | 18. září – 26. září 1980         | Arnaldo Tamayo Mendez         | Jose Lopez Falcon             | Sojuz 38 na Saljut 6         |
| Mongolsko      | 22. března – 30. března 1981     | Džugderdemidin Gurragčá       | Majdaržavyn Ganzorig          | Sojuz 39 na Saljut 6         |
| Rumunsko       | 14. května – 22. května 1981     | Dumitru Prunariu              | Dumitru Dediu                 | Sojuz 40 na Saljut 6         |
| Bulharsko      | 7. června – 17. června 1988      | Alexandr Panajotov Alexandrov | Krasimir Stojanov             | Sojuz TM-5/Sojuz TM-4 na Mir |